# Estación de Alonso Martínez

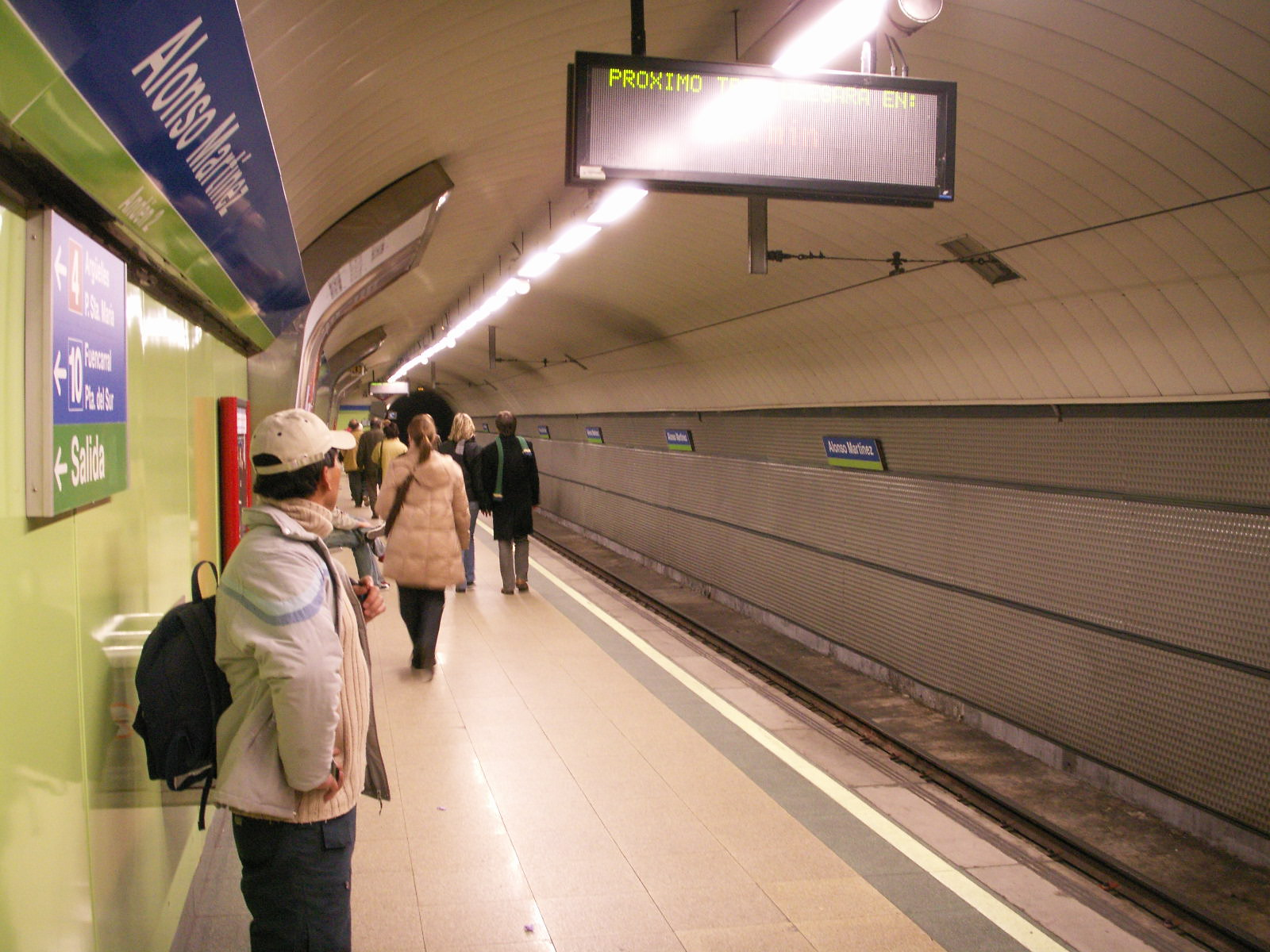
Andén de la línea 5

Alonso Martínez es una estación de las líneas 4, 5 y 10 del Metro de Madrid situada bajo la plaza del mismo nombre, entre los barrios de Justicia (Centro) y Almagro (Chamberí). Su denominación hace honor al jurista y político Manuel Alonso Martínez.

## Historia
La estación tiene tres zonas diferenciadas que datan de diferentes épocas.
- El 23 de marzo de 1944 se abrieron los andenes de la línea 4, a escasa profundidad, con los dos vestíbulos actuales.[1]
- El 26 de febrero de 1970 se inauguraron los andenes de la línea 5, con un tabique entre las dos vías que hace que sean dos semiestaciones,[2][3][4][5] siendo puestos en servicio el lunes 2 de marzo del mismo año.[6] Estos andenes, a mayor profundidad, enlazan con el vestíbulo principal (bajo la Plaza de Alonso Martínez) mediante un largo tramo de escaleras mecánicas.
- El 18 de diciembre de 1981 se abrieron los andenes de la línea 10, también con tabique que separa la estación en dos semiestaciones.[7] Está a más profundidad que las otras dos líneas, para transbordar hay que salvar un tramo de escaleras mecánicas, un pasillo con algunos locales comerciales y dos tramos de escaleras mecánicas. También hay un atajo hacia los andenes de la línea 5 al llegar al final del pasillo de locales comerciales.
- Entre 2000 y 2002 se llevó a cabo una reforma de la estación de línea 10, ampliando los andenes de 90 a 115 m para el cambio a gálibo ancho de dicha línea.

Está en proyecto construir una estación de cercanías en el nuevo túnel de la risa y en el nuevo eje transversal este-suroeste (San Fernando-Príncipe Pío) a una cota más profunda que las líneas de metro. Aunque el túnel ya está construido, el proyecto de la construcción de la estación en Alonso Martínez ha sido aparcado por el Ministerio de Fomento debido a problemas técnicos y económicos.
Esta estación fue cabecera de la línea 10 desde el 18 de diciembre de 1981 hasta el 22 de enero de 1998, cuando prolongó su recorrido hasta Fuencarral, absorbiendo la línea 8.
Los andenes de la línea 4 permanecieron cerrados entre el 13 de enero y el 6 de marzo de 2020 por obras en la línea. El servicio en las demás líneas se prestó sin alteraciones.

## Accesos
Vestíbulo Santa Bárbara
- Plaza Santa Bárbara Pza. Santa Bárbara, 5. Próximo a C/ Orellana
- Génova, pares C/ Génova, 2. Próximo a C/ Campoamor y C/ Zurbano
- Santa Engracia Pza. Alonso Martínez, 4 (esquina entre C/ Santa Engracia, 2 y C/ Almagro)

Vestíbulo Hermanos Álvarez Quintero
- Hermanos Álvarez Quintero C/ Sagasta, 30 (esquina C/ Hermanos Álvarez Quintero). Acceso a andenes de Línea 4.

## Líneas y conexiones

### Metro
| << cabecera                                          | < estación       | línea | estación > | cabecera >>        |
| ---------------------------------------------------- | ---------------- | ----- | ---------- | ------------------ |
| Argüelles                                            | Bilbao           |       | Colón      | Pinar de Chamartín |
| Alameda de Osuna                                     | Rubén Darío      |       | Chueca     | Casa de Campo      |
| Hospital Infanta Sofía Cambio de tren en Tres Olivos | Gregorio Marañón |       | Tribunal   | Puerta del Sur     |

### Autobuses
| Diurnos   |                    |                                              |
| Línea     | Destino            | Parada                                       |
| 7         | Manoteras          | 491 ALONSO MARTÍNEZ (Cabecera C/ Almagro, 4) |
| 21        | Bº El Salvador     | 1229 ALONSO MARTÍNEZ (C/ Génova, 6)          |
| 37        | Puente de Vallecas | 1229 ALONSO MARTÍNEZ (C/ Génova, 6)          |
| C03       | Puerta de Toledo   | 1229 ALONSO MARTÍNEZ (C/ Génova, 6)          |
| 21        | Pº Pintor Rosales  | 1230 ALONSO MARTÍNEZ (C/ Génova, 1)          |
| C03       | Argüelles          | 1230 ALONSO MARTÍNEZ (C/ Génova, 1)          |
| 3         | San Amaro          | 1865 ALONSO MARTÍNEZ (C/ Santa Engracia, 4)  |
| Nocturnos |                    |                                              |
| Línea     | Destino            | Parada                                       |
| N25       | Villa de Vallecas  | 491 ALONSO MARTÍNEZ (Cabecera C/ Almagro, 4) |
| N26       | Aluche             | 491 ALONSO MARTÍNEZ (Cabecera C/ Almagro, 4) |
| N23       | Cibeles            | 1229 ALONSO MARTÍNEZ (C/ Génova, 6)          |
| N23       | Montecarmelo       | 1230 ALONSO MARTÍNEZ (C/ Génova, 1)          |